# جینجو (کره جنوبی)
شهر جین‌جو (به کره‌ای: 진주) (به انگلیسی: Jinju) با جمعیت ۳۳۷٫۲۴۲ نفر در استان جیونگسانگنام جنوبی در کشور کره‌جنوبی واقع شده‌است.

## نگارخانه

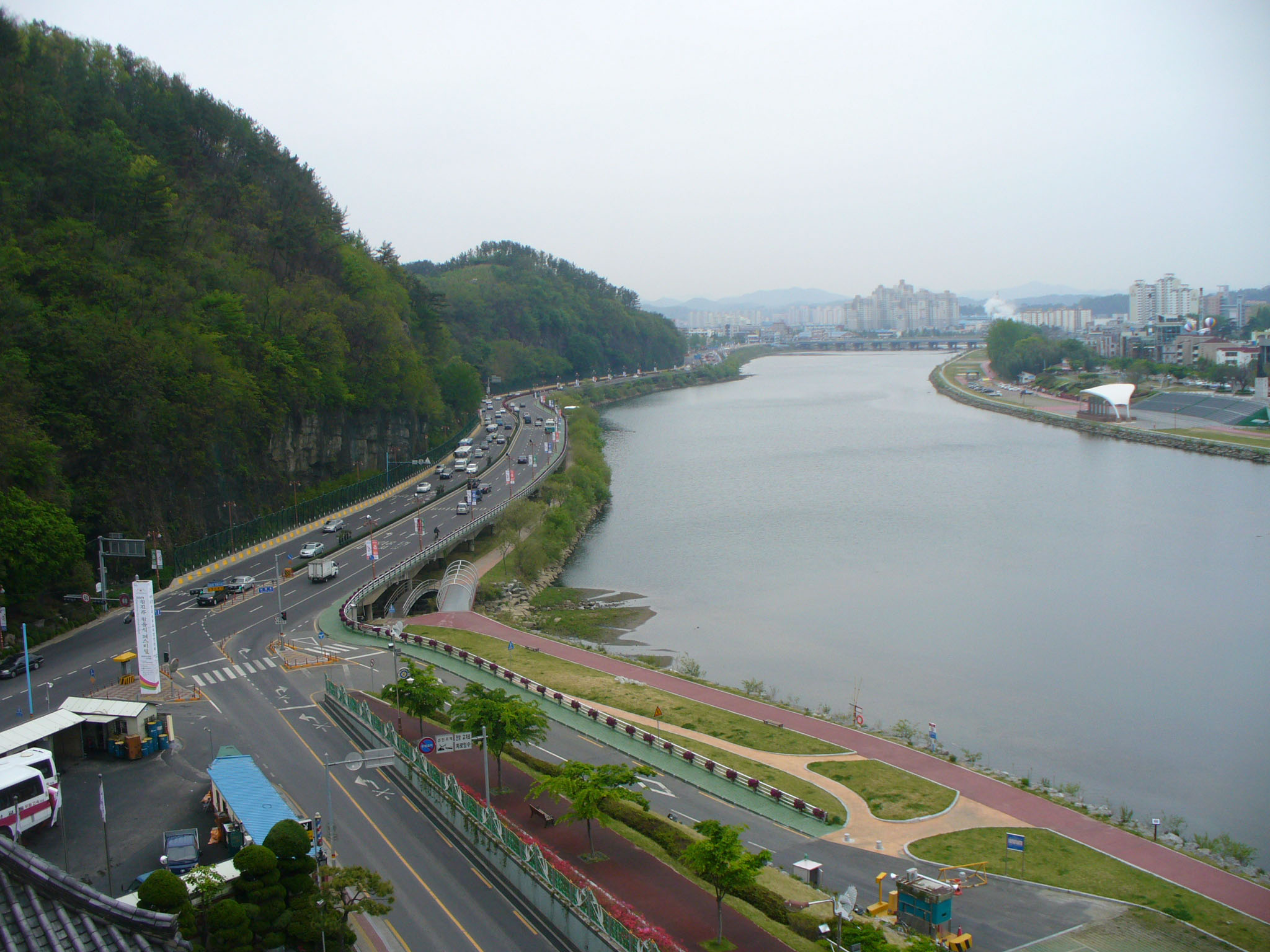
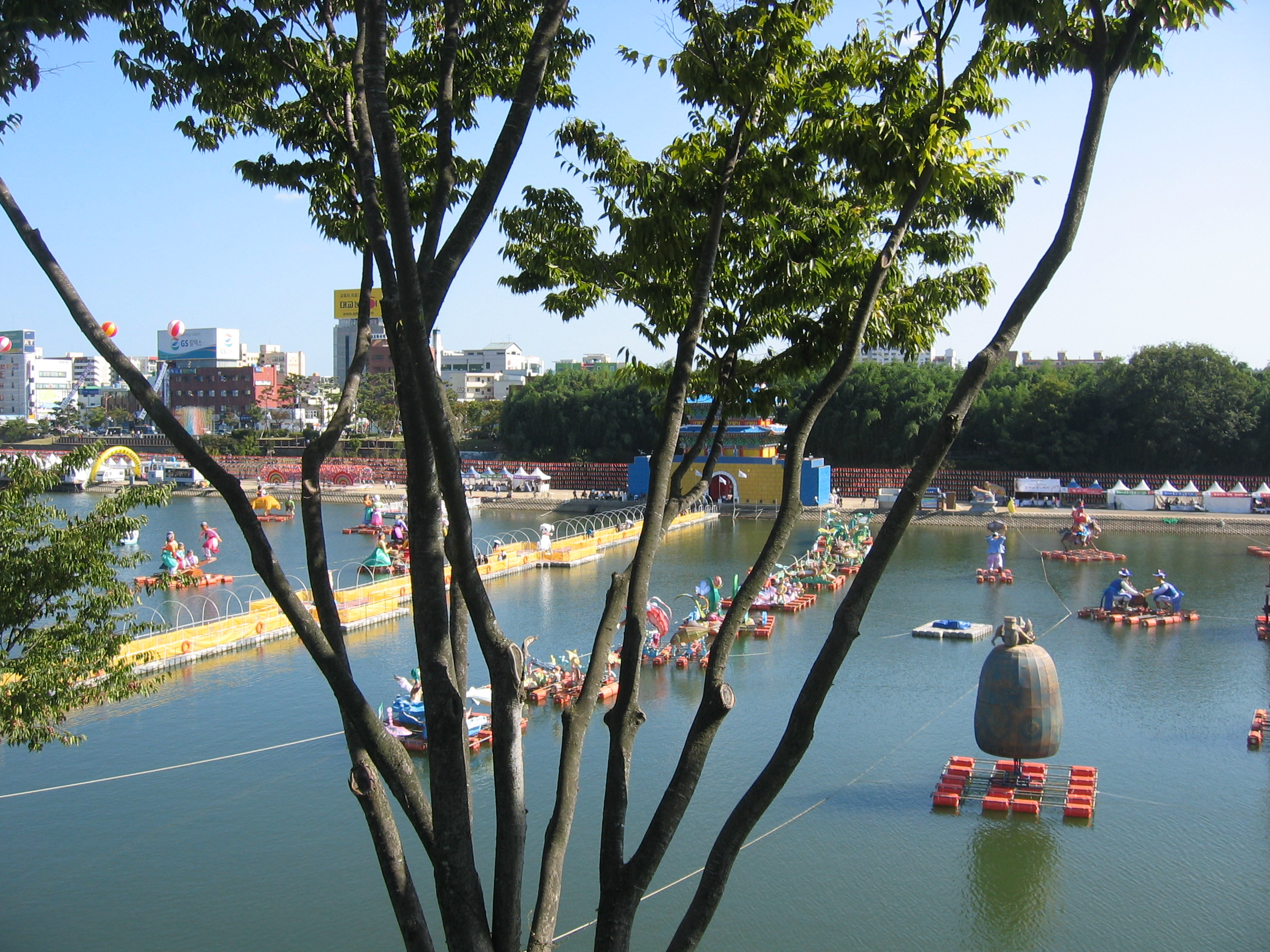
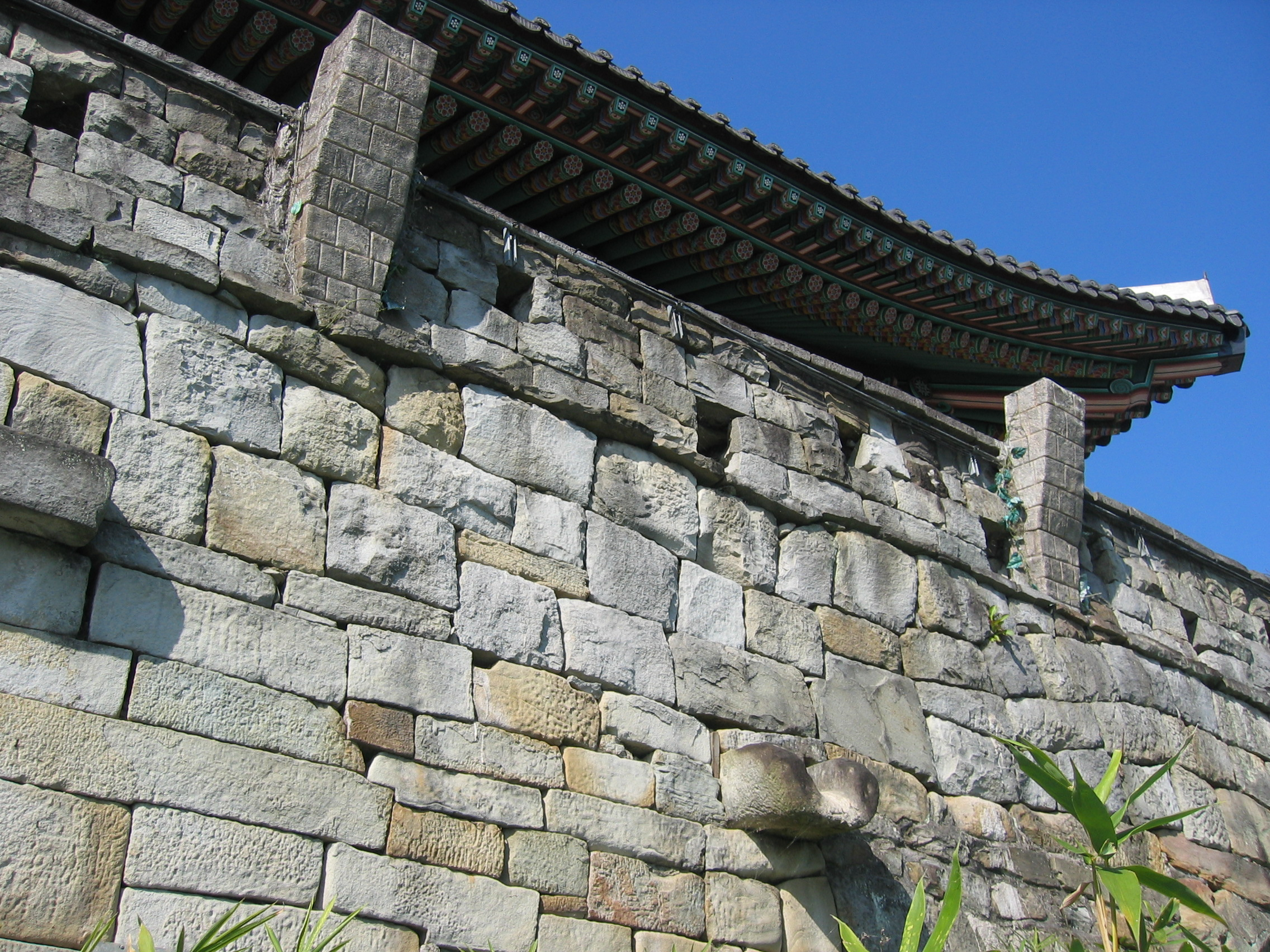
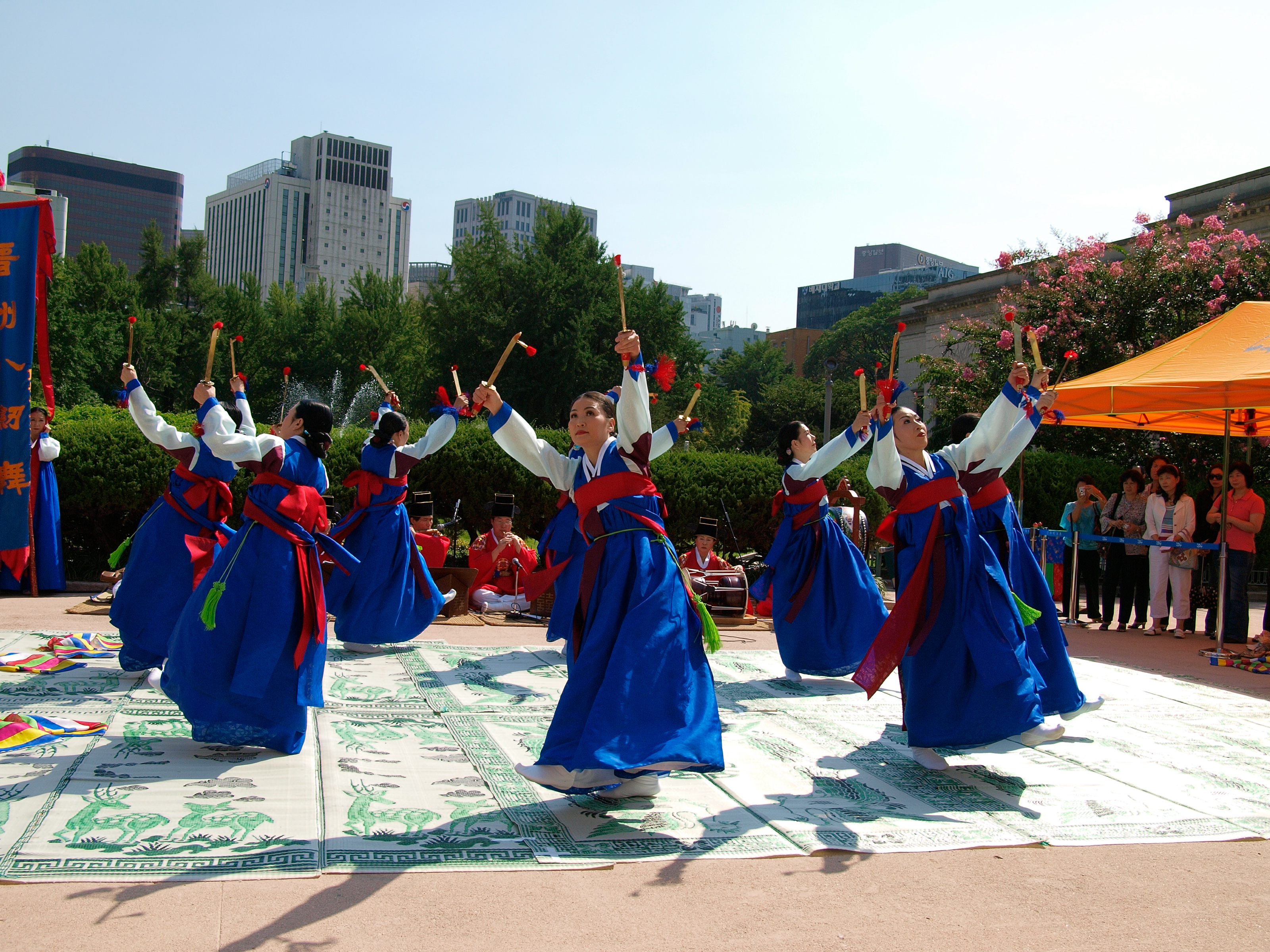
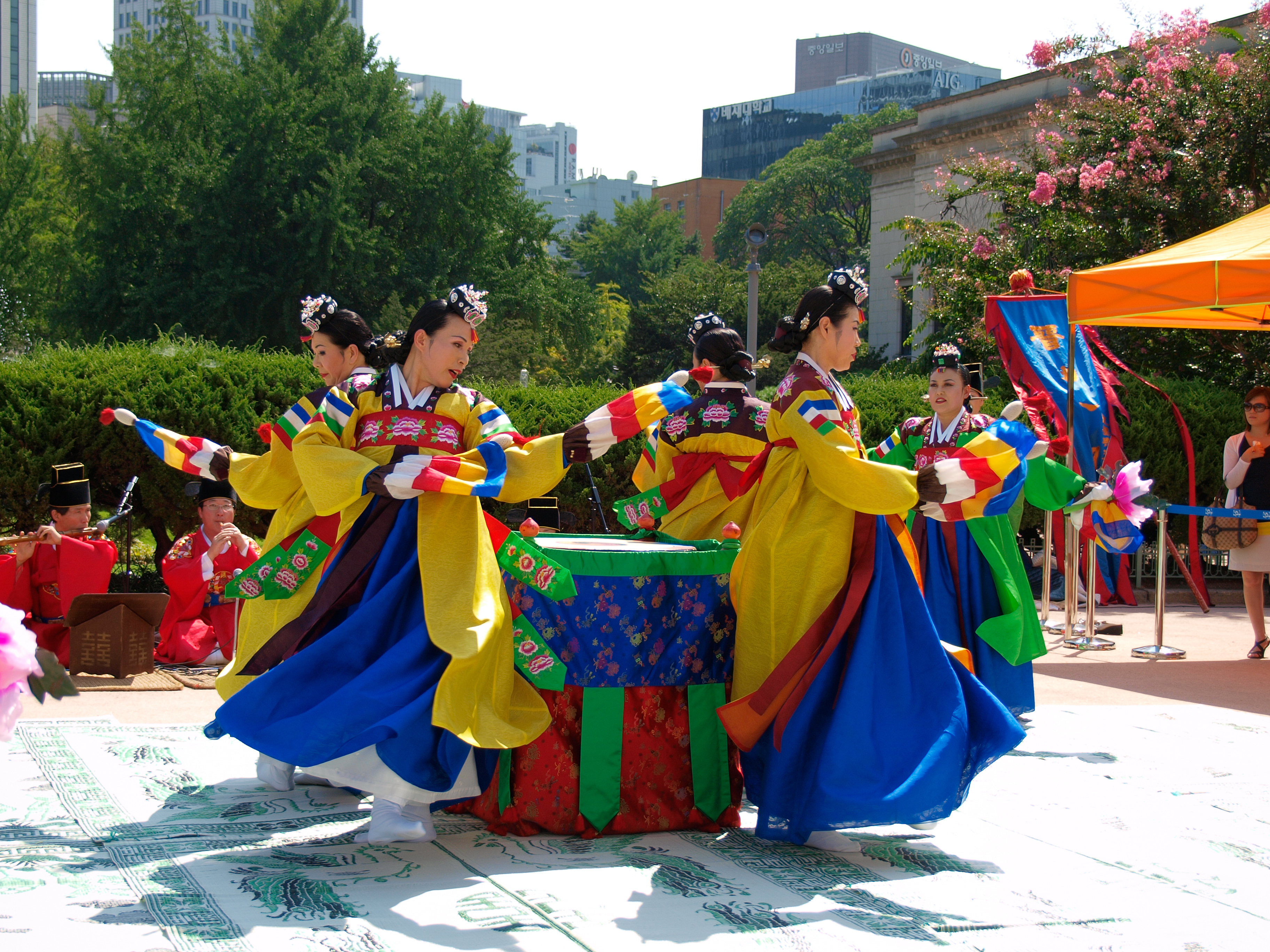
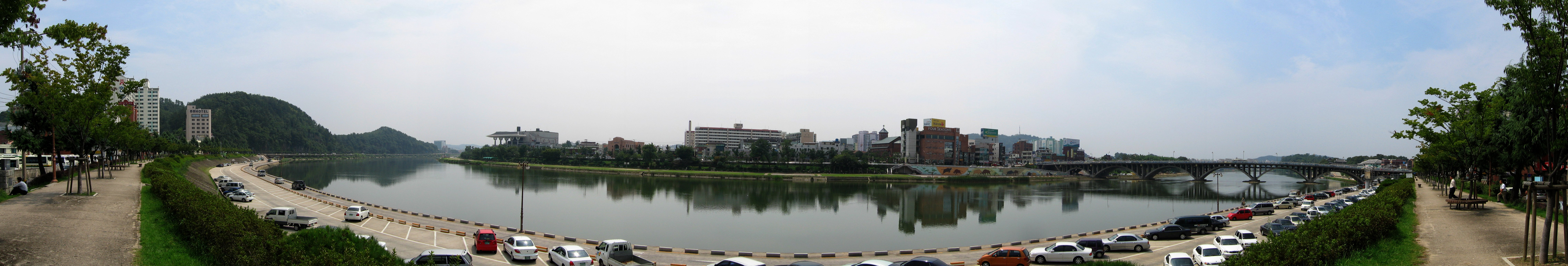